# Modiga mindre män
För bandet med snarlikt namn, se Mindre modiga män.
Modiga mindre män (eller MMM) är en TV-serie för barn från 1967 i regi av Leif Krantz, som även stod för manuset till serien. Serien klipptes senare ihop till en långfilm, som hade biopremiär 13 oktober 1968. Det gavs även ut en bok baserad på serien.
Medverkande var bland andra Gunnar Ahlström som huvudpersonen Ficke Johansson och Roland Grönros som Fickes äldre bror Jocke, Ulla Carle, Marika Lagercrantz, Eddie Axberg, Ulf G. Johnsson, och Carin Ygberg (flygvärdinnan).

## Avsnitt
1. "Spionernas skräck"
2. "Lufthavets herre"
3. "Spökenas överman"
4. "Söderhavets skattmästare"
5. "Vardagens vapendragare"